# Quem Não Pode Se Sacode
Quem Não Pode se Sacode é um programa brasileiro produzida pela Formata Produções exibido e coproduzido pelo GNT. Com apresentação de Fernanda Paes Leme e Giovanna Ewbank e direção de Mariana Koehler, a primeira temporada tem previsão de estreia em 22 de abril no canal pago. Trata-se de um spin-off do podcast da dupla, o Quem Pode, Pod, que acumula milhões de visualizações no Youtube.

## Formato
Em cada episódio, três celebridades são convidadas a participar de dinâmicas divertidas e descontraídas, proporcionando um ambiente relaxante para compartilhar revelações íntimas durante conversas francas e descontraídas.

## Episódios
| Episódio | Convidados                                         | Exibição Original   |
| -------- | -------------------------------------------------- | ------------------- |
| 01       | Carolina Dieckmann, Hugo Gloss e Preta Gil         | 23 de abril de 2024 |
| 02       | Drica Moraes, Flávia Reis e Lucy Alves             | 25 de abril de 2024 |
| 03       | Luísa Sonza, Karol Conká e Cleo                    | 30 de abril de 2024 |
| 04       | Welder Rodrigues, Luciana Paes e Leandro Ramos     | 02 de maio de 2024  |
| 05       | Milton Cunha, Mariana Gross e Pretinho da Serrinha | 07 de maio de 2024  |
| 06       | Maria Beltrão, Rita Batista e Evelyn Castro        | 09 de maio de 2024  |
| 07       | Luís Miranda, Heloísa Périssé e Emanuelle Araújo   | 14 de maio de 2024  |
| 08       | Pocah, Thaynara OG e Lorena Improta                | 16 de maio de 2024  |
| 09       | Camilla de Lucas, Carla Diaz e Negra Li            | 21 de maio de 2024  |
| 10       | Juliette, Jade Picon e Giovanna Lancellotti        | 23 de maio de 2024  |
| 11       | Marina Sena, Ícaro Silva e Thiago Pantaleão        | 28 de maio de 2024  |
| 12       | João Vicente de Castro, Feyjão e Chay Suede        | 30 de maio de 2024  |
| 13       | Leandro Lima, Jonathan Azevedo e Maicon Rodrigues  | 04 de junho de 2024 |
| 14       | Priscilla, Nicole Bahls e João Guilherme           | 06 de junho de 2024 |
| 15       | Rafael Infante, Aline Wirley e Igor Rickli         | 11 de junho de 2024 |
| 16       | Babu Santana, Sophia Abrahão e Sérgio Malheiros    | 13 de junho de 2024 |
| 17       | Fabiana Karla, Dani Calabresa e Pedroca Monteiro   | 18 de junho de 2024 |
| 18       | Danilo Mesquita, Dan Ferreira e Francisco Vitti    | 20 de junho de 2024 |
| 19       | Carmo Dalla Vecchia, Kaysar e Marcelo Serrado      | 25 de junho de 2024 |
| 20       | Barbara Reis, Diego Martins e Valéria Barcellos    | 27 de junho de 2024 |